# България – Германия (Световно първенство по футбол 1994)
България – Германия е футболен двубой, който се провежда на 10 юли 1994 г. на стадион „Джайънтс Стейдиъм“ в Ийст Ръдърфорд, Съединени американски щати. Това е трета четвъртфинална среща на Световното първенство по футбол през 1994 г. България достига до четвъртфиналите с една загуба в груповата фаза от Нигерия, докато Германия достига тази фаза на надпреварата без загубена среща. В осминафиналния двубой срещу Мексико българският защитник Емил Кременлиев е отстранен от игра след втори жълт картон през второто полувреме, което го изважда от състава за четвъртфинала. Една от основните фигури в състава на Германия, полузащитникът Щефан Ефенберг, не взема участие в елиминационната фаза от турнира, защото показва среден пръст на почитателите на страната си, след като е сменен през второто полувреме от третия двубой в груповата фаза срещу Южна Корея.
Преди срещата не се очаква тя да бъде оспорвана. В единствения дотогава мач на двата отбора на световни първенства Германия печели с 5:2 в груповата фаза на Световното първенство през 1970 г. България няма победа на световни първенства преди 1994 г. и успехът срещу Гърция във втория мач от груповата фаза е първият за страната в историята на турнира. Това е вторият път, когато България участва във фазата на директните елиминации на световни първенства и влиза в двубоя с отрицателна статистика срещу съперника си, без постигната победа в официална среща. До този момент Германия е трикратен световен шампион и все още действащ такъв, след като печели последната си титла четири години по-рано на Световното първенство през 1990 г. Бундестимът няма загуба на четвъртфинал в надпреварата от 32 години, като последно губи на тази фаза по време на Световното първенство през 1962 г. от Югославия.
Двубоят завършва с неочаквана победа за България. Германия повежда от дузпа чрез Лотар Матеус в началото на второто полувреме, но след голове в рамките на три минути в средата на втората част, първо на Христо Стоичков от пряк свободен удар и след това на Йордан Лечков с летящ плонж с глава след странично центриране от игра, мачът завършва 2:1 за България. С победата си България постига първи успех над Германия в официална среща и се класира за първи полуфинал на световно първенство. Към 2024 г. това е и единствената победа на България в историята на елиминационната фаза на турнира в редовното време. За Германия загубата означава най-слабото представяне на страната от Световното първенство през 1962 г., първо елиминиране преди финала от световно първенство от Световното първенство през 1978 г. и първа загуба в елиминации от несебеподобен съперник.
За България това е най-големият успех на международно футболно ниво към 2024 г. Впоследствие мачът многократно е определян от българските медии и общественост като най-великия за националния отбор, а победата се разглежда като национална гордост. България губи полуфинала от Италия и мача за третото място от Швеция, но всички футболисти са наградени с бронзови медали, а Христо Стоичков е един от голмайсторите на турнира. Играчите на това Световно първенство по футбол са наречени „златното поколение на България“. Загубата за Германия слага край на едно неуспешно за тях световно първенство, белязано от вътрешни скандали и противоречия, а треньорът им Берти Фогтс публично се изказва против играчите си, но търпи критики заради остарялата си тактика. За някои от германските играчи това е последният мач с националната фланелка. Веднага след двубоя британският вестник „Индипендънт“ определя срещата като „истинско убийство на гиганти на „Джайънтс Стейдиъм“.

## Предистория
В предишните си пет участия на Световни първенства по футбол България не постига победа в нито един от 16-те си изиграни мача, като същевременно участва на осминафиналите на Световното първенство през 1986 г. в Мексико, но губи с 2:0 от домакините. България се класира на Световното първенство през 1994 г. в Съединените американски щати, след като завършва на второ място в квалификационна група номер шест, непосредствено на една точка зад Швеция. Класирането става факт в последната минута на последния мач на отбора, при гостуването на Франция в Париж, когато България след два гола на Емил Костадинов в 37-ата и 90-ата минута побеждава с 2:1.
Германия не участва в квалификациите за това световно първенство, тъй като действащите по това време правила на Световната футболна централа дават право на световния шампион да се класира директно за следващото първенство. Бундестимът става световен шампион на 8 юли 1990 г. след победа с 1:0 над Аржентина на финала на Световното първенство по футбол през 1990 г. в Италия. До 1994 г. Германия е участник на 12 от 14 световни първенства, в които става 3 пъти световен шампион, 3 пъти завършва на второ място, 3 пъти завършва на трето място и 1 път на четвърто място. По тези показатели Германия е най-успешният национален отбор на световни първенства, като изпреварва Бразилия и Италия, които също са с по три световни титли, но с по-малко разпределени медали. Също така Германия (или Западна Германия преди Обединението) стига до финалния мач в 5 от последните 7 турнира на надпреварата и в последните три поредни. По-голямата част от отбора, който печели титлата през 1990 г., също участва на това първенство.
България и Германия имат изиграни 18 предишни срещи, но техният единствен двубой на световни първенства е този от група 4 на Световното първенство по футбол през 1970 г. в Мексико, който Германия печели с 5:2. Статистиката между двата отбора е в полза на Германия: 16 победи срещу само една загуба от България в приятелска среща, изиграна през 1960 г. в София.

## Пътят до четвъртфинала

### България
| Етап | Съперник  | Резултат                      |
| ---- | --------- | ----------------------------- |
| 1    | Нигерия   | 0:3                           |
| 2    | Гърция    | 4:0                           |
| 3    | Аржентина | 2:0                           |
| Оф   | Мексико   | 1:1 (сл. пр.) (3:1 сл. дузпи) |

Жребият за груповата фаза изпраща отбора на България в група D, но още в първия двубой на 21 юни в Далас на стадион „Котън Боул“ срещу дебютанта на световни първенства Нигерия българите претърпяват загуба с 3:0. Нигерия повежда в резултата в средата на първото полувреме чрез Рашиди Йекини, а Даниел Амокачи прави 2:0 в края на полувремето, преди гол на Христо Стоичков от свободен удар да бъде отменен. В началото на второто полувреме Емануел Амонике оформя крайния резултат за 3:0. Въпреки това българите се съвземат от шокиращата загуба и побеждават на 26 юни Гърция с 4:0 пред повече от 63 хиляди зрители на „Солджър Фийлд“ в Чикаго и постигат първа победа на българския национален отбор по футбол на световни първенства. Христо Стоичков на два пъти вкарва дузпи в началото на двете полувремена и така България повежда с 2:0, след което в средата на второто полувреме Йордан Лечков реализира гол за 3:0, а Даниел Боримиров в самия край на мача оформя резултата за крайното 4:0. България след това побеждава и финалиста на последните две световни първенства – отбора на Аржентина, който е без голямата си звезда Диего Марадона, уличен в използването на допинг след мача на страната му срещу Нигерия и отстранен от турнира. В 61-вата минута при контраатака за българите Емил Костадинов дава пас на Христо Стоичков, който излиза сам срещу аржентинския вратар Луис Ислас и с удар по тревата в десния ъгъл открива резултата. Наско Сираков отбелязава с глава след центриранене от ъглов удар за крайния резултат от 2:0 в 90-ата минута, което класира България за осминафиналите.
На осминафиналите българите отново се изправят срещу първия в група E – Мексико. Първият гол на Христо Стоичков в директните елиминации е още в началото на срещата, когато при контраатака отбелязва със силен удар в горния десен ъгъл на вратата, пазена от Хорхе Кампос, но резултатът е бързо изравен чрез Алберто Гарсия Аспе от дузпа. Редовните 90 минути завършват без промяна на резултата; нито един от съперниците не успява да отбележи в продълженията и се стига до изпълнение на дузпи за определяне на победителя. Алберто Гарсия Аспе не уцелва вратата при първата дузпа за мексиканците, след което българският вратар Борислав Михайлов спасява следващите две дузпи на Марселино Бернал и Хорхе Родригес, докато Красимир Балъков пропуска за България. Бончо Генчев и Даниел Боримиров дават предимство за българите. Клаудио Суарес реализира четвъртата дузпа за отбора си, но Йордан Лечков вкарва решаващия последен удар в мача и оформя резултата при дузпите 3:1 за България.

### Германия
| Етап | Съперник   | Резултат |
| ---- | ---------- | -------- |
| 1    | Боливия    | 1:0      |
| 2    | Испания    | 1:1      |
| 3    | Южна Корея | 3:2      |
| Оф   | Белгия     | 3:2      |

Германия започва кампанията си на Световното първенство в група C като отбор, защитаващ световната си титла, след като печели последния турнир в Италия. На 17 юни в Чикаго на „Солджър Фийлд“ пред 63 хиляди зрители Германия по право като световен шампион открива турнира в мач срещу Боливия, който печели с 1:0 с гол на Юрген Клинсман в средата на второто полувреме. Във втория си двубой Германия получава ранен гол от Испания, когато полузащитникът Йон Андони Гойкоечея вкарва с центриращ удар извън наказателно поле, но в началото на втората част Юрген Клинсман вкарва втория си гол за Германия на турнира за крайното 1:1. В третия си мач с Южна Корея Германия повежда още на полувремето с 3:0 след два гола на Юрген Клинсман и дебютно попадение на Карлхайнц Ридле. През второто полувреме южнокорейските футболисти отбелязават два гола за 11 минути чрез Хуан Сон-хон и Хон Мьон-бо и така за първи път от финала на Световното първенство през 1986 г. в Мексико Германия допуска два гола в един мач на световни първенства, макар че печели срещата с 3:2.
На осминафиналите германците се изправят срещу третия в група F – Белгия. Руди Фьолер дава аванс за Германия още в 6-ата минута, но Жорж Грюн изравнява две минути по-късно. Три минути след това Юрген Клинсман отново дава преднина за Германия, а в края на полувремето втори гол на Руди Фьолер оформя резултата за 3:1 на почивката. Филип Албер намалява с гол в 90-ата минута, но това не е достатъчно и германците печелят с 3:2.

## Преди мача
Заради натрупани жълти картони в груповата фаза защитникът Трифон Иванов пропуска двубоя с Мексико на осминафиналите и се връща в титулярния състав за сблъсъка с Германия. Друг защитник, Емил Кременлиев, е с прекъснати права и не може да вземе участие в мача поради това, че получава червен картон срещу Мексико и неговото място заема Илиян Киряков, който прави своя дебют на първенството в предишната среща. Германия е с почти непроменен състав до осминафиналите и няма наказани играчи заради натрупани картони, но от състава е отстранен след последния двубой срещу Южна Корея полузащитникът Щефан Ефенберг, защото показва среден пръст на публиката в 75-ата минута, когато е сменен. Мартин Вагнер заема неговото място още на осминафиналите при своя дебют на първенството и е сред титулярите за мача срещу България. Матиас Замер се контузва на тренировка преди мача и също не е сред титулярите. Матиас Замер е с мускулно разтежение, а капитанът Лотар Матеус има проблеми с десния крак. Германският вестник „Билд“ в своя информация за срещата нарича Христо Стоичков „...зъл дух, от когото футболистите на Фогтс трябва да се пазят“. Цет Де Еф пък пише, че Христо Стоичков, Емил Костадинов и Йордан Лечков са непредсказуеми.
Няколко дни преди срещата Франц Бекенбауер, който работи като репортер в германската телевизия „Сат 1“, пристига в базата на българските национали в град Принстън и взема интервюта от треньора на отбора Димитър Пенев и нападателя на „Хамбургер“ ШФ Йордан Лечков. Франц Бекенбауер обръща внимание на това, че вместо да тренират, българските футболисти използват времето преди мача в различни забавления в басейна на хотела, както и пътувания до забележителности на Ню Йорк. „Проблемите всъщност са при нас, германците“ – казва Франц Бекенбауер по време на посещението. Христо Стоичков е категоричен пред Франц Бекенбауер: „Ще победим Германия, защото няма какво да губим“ и допълва пред германската камера: „Айнц, цу цвайн, цу драйн, дрън!“. Вицепрезидент на Българския футболен съюз Атанас Пържелов твърди, че при визитата си в българския лагер Франц Бекенбауер разкрива тактиката на Берти Фогтс и това помага на България. Преди срещата от България пристига генералният директор на Българската национална телевизия Хачо Бояджиев, който помага на Борис Касабов в коментирането ѝ. В германския лагер в дните преди срещата футболисти не дават признаци на подценяване, треньорът на отбора Берти Фогтс казва, че би бил идеалният пазач на Христо Стоичков, който може да реши всеки мач, а капитанът Лотар Матеус определя шансовете за победа на Германия с 50% по-малки. Някои от българските футболисти, сред които и капитанът Борислав Михайлов, дават оптимистични изявления в местните медии, но провокациите от страна на германските медии не спират; „Франкфуртер Алгемайне Цайтунг“ прави подигравателн очерк за оплешивяването на Йордан Лечков и прогнозира „лека победа над скучното отборче от Балканите, което играе антифутбол“, докато „Билд“ публикува снимка, на която на преден план са Христо Стоичков и жена му Мариана с текст: „Христо Стоичков се забавлява с проститутки преди мача с Германия!“.

## Мачът
Мачът е трети поред четвъртфинал и първи за деня от програмата на директните елиминации на Световното първенство в Съединените американски щати и по предварителна програма е насрочен да се изиграе на стадион „Джайънтс Стейдиъм“ в Ийст Ръдърфорд, щата Ню Джърси в неделя на 10 юли 1994 г. в 12:05 ч. северноамериканско източно време, или 19:05 ч. източноевропейско време за България. За главен съдия е назначен колумбиецът Хосе Торес Кадена с двама асистенти Венансио Зарате от Парагвай и Шандор Мартон от Унгария, докато четвърти съдия е тунизиецът Неджи Джоуини. Съставът на България излиза за втори пореден път на „Джайънтс Стейдиъм“, след като преди това играе своя осминафинал на същия стадион, докато Германия прави дебюта си на първенството на този стадион.
По данни на вестник „Ню Йорк Таймс“ на трибуните присъстват 72 416 зрители. Предварителните очаквания и прогнози сочат Германия като абсолютен фаворит за спечелването на срещата срещу сочения за аутсайдер тим на България, като Бундестимът се третира и като един от основните претенденти за спечелването на световната титла. Въпреки че България е символичен домакин, по предварителна договорка между двата щаба българите излизат в резервните си екипи, а германците в титулярните си цветове.

### Първо полувреме
България започва в схема 4-3-1-2, но тя бързо преминава в 5-3-2 в случаите, в които опорният халф Златко Янков се връща в защита, за да пази Руди Фьолер и Юрген Клинсман. В нападение Христо Стоичков и Емил Костадинов са подпомагани от Наско Сираков, за които персонална задача да бъдат опазвани имат германските играчи Юрген Колер и Томас Хелмер. Двата отбора започват равностойно първата част от срещата, въпреки това България има преднина в средата на терена, до голяма степен благодарение на работата и отличното разпределение на топката на Красимир Балъков, както и абсолютното хладнокръвие, което играчите на Димитър Пенев демонстрират.
Още преди полувремето българските футболисти показват повече активност, в резултат от което вратарят на Германия Бодо Илгнер се намесва при удар на Наско Сираков. В 35-ата минута удар на Андреас Мьолер среща тялото на Трифон Иванов и това попречва на Германия да поведе в резултата. Красимир Балъков уцелва страничната греда след пробив отдясно на Христо Стоичков, което още по време на играта създава напрежение между двамата и старши треньорът Димитър Пенев предприема мерки на полувремето за решаването на проблема. Първата част завършва без отбелязан гол.

### Второ полувреме
Германия повежда в резултата в 49-ата минута от дузпа за нарушение от страна на Йордан Лечков срещу Юрген Клинсман, която капитанът на отбора Лотар Матеус реализира. По-късно германците имат добър шанс да удвоят резултата, когато Андреас Мьолер уцелва гредата, а при добавката Руди Фьолер вкарва, но голът е отменен поради засада. По време на втората част българите показват, че за тях показателите на Германия в исторически план не са проблем и превесът, който съперникът има по трибуните, не се отразява на случващото се на терена. Двете страни правят опити да натиснат съперника си, но в германския лагер усилията и борбата да подредят защитата си продължават. Българският нападател Наско Сираков отправя сериозен удар с глава по посока на германската врата в 55-ата минута, при което Мартин Вагнер, титулярният ляв краен защитник, е съборен на тревата.
Около 74-тата минута в българския щаб се подготвят смените на Христо Стоичков и Наско Сираков. В 75-ата минута, пет минути след пропуска на Андреас Мьолер, главният съдия отсъжда пряк свободен удар за България, който е реализиран от нападателя на отбора Христо Стоичков. При изпълнението на свободния удар Христо Стоичков с левия си крак прехвърля топката на сантиметри над главите на играчите в „защитната стена“ на Германия, изпращайки я към горния десен ъгъл на мрежата. В този момент вратарят на Германия Бодо Илгнер не прави опит за отразяване на топката и не променя позицията си на гол линията. Три минути по-късно най-ниският състезател от германците Томас Хеслер не успява да се справи с центриране отдясно на българския полузащитник Златко Янков по посока на вратата на Бодо Илгнер, при което Йордан Лечков реализира с глава с летящ плонж за 2:1.
В последните 15 минути треньорът Берти Фогтс се опитва да промени развоя, като пусне в игра полузащитника Андреас Бреме, който първоначално отказва да влезе на терена и предлага на треньора вместо него нападателя Карлхайнц Ридле. Това предизвиква паника в щаба на Германия, но треньорът надделява и Андреас Бреме влиза в игра, макар и по-късно в 82-ата минута. Христо Стоичков получава жълт картон в края на срещата при спречкване със съдията, но нищо от това не променя ситуацията на терена и Германия губи срещата.

### Детайли
| 10 юли 1994 г. 12:05 ч. |

| България                | 2:1    | Германия           |
| ----------------------- | ------ | ------------------ |
| Стоичков 75' Лечков 78' | Доклад | Матеус 47' (дузпа) |

| „Джайънтс Стейдиъм“, Ийст Ръдърфорд 72 416 зрители Съдия: Хосе Торес Кадена (Колумбия) |

| България | Германия |

| ВР              | 1  | Борислав Михайлов (к) | 85' |  |     |
| З               | 3  | Трифон Иванов         | 22' |  |     |
| З               | 4  | Цанко Цветанов        |     |  |     |
| З               | 5  | Петър Хубчев          |     |  |     |
| З               | 6  | Златко Янков          |     |  |     |
| Н               | 7  | Емил Костадинов       |     |  | 90' |
| Н               | 8  | Христо Стоичков       |     |  | 84' |
| ПЗ              | 9  | Йордан Лечков         |     |  |     |
| ПЗ              | 10 | Наско Сираков         |     |  |     |
| ПЗ              | 16 | Илиан Киряков         |     |  |     |
| ПЗ              | 20 | Красимир Балъков      |     |  |     |
| Резерви:        |    |                       |     |  |     |
| ВР              | 12 | Пламен Николов        |     |  |     |
| З               | 2  | Емил Кременлиев       |     |  |     |
| ПЗ              | 11 | Даниел Боримиров      |     |  |     |
| ПЗ              | 13 | Ивайло Йорданов       |     |  | 84' |
| Н               | 14 | Бончо Генчев          |     |  | 90' |
| З               | 15 | Николай Илиев         |     |  |     |
| Н               | 17 | Петър Михтарски       |     |  |     |
| Н               | 18 | Петър Александров     |     |  |     |
| ПЗ              | 19 | Георги Георгиев       |     |  |     |
| Н               | 21 | Велко Йотов           |     |  |     |
| Н               | 22 | Ивайло Андонов        |     |  |     |
| Старши треньор: |    |                       |     |  |     |
| Димитър Пенев   |    |                       |     |  |     |

| ВР              | 1  | Бодо Илгнер      |  |  |     |
| З               | 4  | Юрген Колер      |  |  |     |
| З               | 5  | Томас Хелмер     |  |  |     |
| З               | 6  | Гуидо Бухвалд    |  |  |     |
| ПЗ              | 7  | Андреас Мьолер   |  |  |     |
| ПЗ              | 8  | Томас Хеслер     |  |  | 82' |
| ПЗ              | 10 | Лотар Матеус (к) |  |  |     |
| Н               | 13 | Руди Фьолер      |  |  |     |
| ПЗ              | 14 | Томас Бертолд    |  |  |     |
| ПЗ              | 17 | Мартин Вагнер    |  |  | 58' |
| Н               | 18 | Юрген Клинсман   |  |  |     |
| Резерви:        |    |                  |  |  |     |
| ВР              | 12 | Андреас Кьопке   |  |  |     |
| ВР              | 22 | Оливер Кан       |  |  |     |
| ПЗ              | 2  | Томас Щрунц      |  |  | 58' |
| ПЗ              | 3  | Андреас Бреме    |  |  | 82' |
| Н               | 9  | Карлхайнц Ридле  |  |  |     |
| Н               | 11 | Щефан Кунц       |  |  |     |
| ПЗ              | 15 | Маурисио Гаудино |  |  |     |
| ПЗ              | 16 | Матиас Замер     |  |  |     |
| Н               | 19 | Улф Кирстен      |  |  |     |
| ПЗ              | 20 | Щефан Ефенберг   |  |  |     |
| Н               | 21 | Марио Баслер     |  |  |     |
| Старши треньор: |    |                  |  |  |     |
| Берти Фогтс     |    |                  |  |  |     |

| Съдийски състав: Асистент съдии: Венансио Зарате (Парагвай) Шандор Мартон (Унгария) Четвърти съдия: Неджи Джоуини (Тунис) | Правила в срещата: - 90 минути. - 30 минути допълнително време, ако е необходимо. - Дузпи, ако резултатът все още е равен. - Единадесет именувани смени. - По три смени най-много. |

### Статистика
| Статистика            | България | Германия |
| --------------------- | -------- | -------- |
| Голове                | 2        | 1        |
| Общо удари            | 14       | 24       |
| Удари във вратата     | 5        | 7        |
| Притежание на топката | 47%      | 53%      |
| Корнери               | 5        | 9        |
| Фалове                | 13       | 26       |
| Засади                | 1        | 3        |
| Спасявания            | 6        | 3        |
| Жълти картони         | 3        | 5        |
| Червени картони       | 0        | 0        |

## Реакции

### Професионални
Димитър Пенев казва: „Напрежението беше голямо, когато играем с отбор като Германия, но повечето от нашите играчи не се уплашиха от немския отбор. Те направиха това, което трябваше да направят, и го направиха много добре“. Йордан Лечков казва, че за малка страна като България това е голям успех, но обръща внимание на факта, че българите вече побеждават още в груповата фаза един от фаворите в турнира – отбора на Аржентина. „Страхотен ден за българския футбол и съвпада с рождения ден на малката ми дъщеря“, възкликва Христо Стоичков и допълва, като определя състоянието на колегите си като спокойно и подчертава това, че отборът няма какво да губи и същевременно отдава наученото от Петър Жеков, Пламен Гетов, Ромарио и Роналд Куман при отбелязването на гола от пряк свободен удар. Капитанът Борислав Михайлов в интервю след срещата казва, че отборът изиграва мача добре тактически и стои добре през първото полувреме, но Германия подценява България, защото играчите на Димитър Пенев не тренират в дните преди срещата. Той изразява и мнение, че отборът на България надиграва този на Германия преди всичко в средата на терена.
Берти Фогтс заявява след загубата, че единствената грешка, която допуска, е, че на мястото на Бодо Илгнер не пуска Андреас Кьопке, а капитанът Лотар Матеус изразява разочарованието си от липсата на доверие от страна на треньора. В телевизионно изявление треньорът критикува остро играчите си, наричайки ги „разглезени младежи, които не са готови да се лишат от нищо“. Треньорът обобщава: „Направихме две сериозни грешки и те ни наказаха за тях. Първо беше, че играчите в тази стена не скочиха или не бяха достатъчно високи; можеха да отразят свободния удар на Стоичков. Второ, Томас Хеслер беше срещу Лечков при победния гол. Хеслер има умения, креативност, енергия и упоритост, но не притежава височина. Само 165 см, той даде всичко от себе си, за да скочи с Лечков пред германската врата, но Лечков е по-висок и взе предимство“. Президентът на Германския футболен съюз Егидиус Браун застава зад треньора с думите: „Това не е залез на боговете, а отпътуване към нови брегове“. Берти Фогтс също не се поддава на натиска от медиите и не подава оставка.
Лотар Матеус казва: „След 1:0 българите бяха изтощени, но забравихме да вкараме втория гол. След това вкараха решаващите голове от две положения“. Той не скрива разочарованието с думите си: „След 1:0 не се възползвахме от шансовете си. Трябваше да вкараме втория гол, но не го направихме и бяхме жестоко наказани“. Бодо Илгнер казва, че дори не вижда топката: „Това дойде директно, точно над стената. Когато видях удара, беше почти във вратата“. „Когато забелязахме, че Хеслер е насаме с Лечков, нещата бяха твърде напрегнати и беше твърде късно да се коригираме“, казва Бодо Илгнер, добавяйки, че кръстът и самият удар с глава са идеално поставени. От друга страна, повечето реакции след срещата в германския лагер са в посока на липса на късмет, грешки в защитата и някои пропуски.

### В медиите тогава
Българската национална телевизия отразява широко събитията след мача, в студиото в София показва видеоматериали от площада пред Националния дворец на културата, където много хора празнуват победата. Там множество известни български общественици и културни дейци дават интервюта пред камерата и хвалят българските национали. Българските медии, които отразяват цялото представяне на отбора по време на турнира, излизат с гръмки заглавия и възторжени статии; вестник „7 дни спорт“ публикува цветна снимка, направена точно след като Христо Стоичков изстрелва топката към германската врата пред стената от шестима германски играчи, и слага заглавие на статията „2:1 Изхвърлихме и световния шампион“. На първите си страници повечето от най-тиражирани печатни издания пишат за срещата; „24 часа“: „Германия падна, ред е на Италия!“, „Стандарт“: „Българи, честито! Повярвахме и победихме!“, „Баба Ванга и Стандарт познаха“, „Разплакахме и Германия“, докато „Демокрация“ заключва: „Световен шампион ли е, бихме го 2:1“ и се обръща към полуфинала с думите „Италия нека заповяда“. Друг популярен спортен вестник, „Старт“, излиза със заглавие „Форца България“ и пише на първа страница, че вече два световни шампиона са победени и е ред на Италия. В специализирания си бюлетин „Спорт“ Българската телеграфна агенция обобщава „Невъзможното стана действителност. Българите победиха световните шампиони 34 години след единствената наша победа над Германия в София“.
Няколко часа след края на срещата Тревър Хейлет от британския вестник „Индипендънт“ определя победата на България като „сензация със сеизмични размери“ и „истинско убийство на гиганти на „Джайънтс Стейдиъм“. В репортажа пише, че отборът, който Димитър Пенев води, пренаписва спортната история на страна, която преди Световното първенство по футбол през 1994 г. не успява да спечели нито един мач на финалите. Медиите в Съединените американски щати обръщат сериозно внимание на победата на България. Лоури Мифлин от „Ню Йорк Таймс“ в деня след мача пише, че Христо Стоичков два пъти казва, че Господ е българин и че „на това световно първенство Пепеляшка със сигурност е българка“. В публикацията се отбелязва, че небляскавият и малко позабравен отбор от Източна Европа изпраща у дома защитаващия световната си титла германски отбор. Изпълнението от пряк свободен удар на Христо Стоичков, което довежда до изравняване на резултата, е наречено почти перфектно. Не е подминат и фактът, че всички футболисти, с изключение на трима играчи, играят в големи клубове извън България, и се подчертава значението на Христо Стоичков за ФК „Барселона“, Йордан Лечков и Петър Хубчев за „Хамбургер“ ШФ и това на Красимир Балъков за ФК „Спортинг“ (Лисабон). Стивън Гоф от „Вашингтон Поуст“ пише: „В един от най-зашеметяващите катаклизми в историята на Световното първенство, България днес шокира международната футболна върхушка с четвъртфинална победа с 2:1 над защитаващия шампионската титла Германия пред 72 416 невярващи зрители на „Джайънтс Стейдиъм“. Френската Агенция Франс Прес обръща сериозно внимание на победата на България и класирането ѝ на полуфинал, като припомня и начина, по който българите се класират на Световното първенство в САЩ: „Българите, които се класираха в последния момент в мача срещу Франция, направиха истински подвиг, като елиминираха световния шампион Германия“.
Треньорът на ФК „Барселона“ Йохан Кройф пише в каталунското издание „Ел Периодико“, че България играе „хаотичен футбол“ и определя първенството като скучно, което налага цялостно преосмисляне на футбола. Той дава за пример именно отбора на България, който първи признава недостатъците си. За представянето на българите Йохан Кройф казва, че Красимир Балъков и Йордан Лечков са добри организатори, заедно с двамата добри крайни нападатели Христо Стоичков и Емил Костадинов, но „..останалите не се открояват. Българите играят всеки за себе си“.
Разочарованието за Германия е голямо и определено като ненужно. Медиите пишат, че в този турнир формата на Германия е „доста обикновена“ и случилото се на тревата не е чудо, и се критикува остарялата тактика на треньора. След двубоя по германските телевизии се излъчват кадри от материали преди срещата и се припомнят думите на Матиас Замер, който казва, че не знае кой от колегите му кого от българите ще пази, „защото българите играят както си искат“. Удо Латек казва, че България заслужено спечелва срещата и че дузпата, отсъдена за Германия, не съществува. В допълнение той нарича Христо Стоичков „футболен гений“, а Йордан Лечков „плешиво божество“. Други различни световни медии подчертават какво значение за световните първенства по футбол означава загубата на Германия. Срещата е описана като „провала на Маншафт“, което „ще донесе глътка кислород на света на кожената топка“, защото постоянните успехи на Германия на световни първенства по футбол, въпреки не особения блясък на отбора, вече омръзват. Отдава се и огромно значение на отбора на България, като публикацията завършва: „Разбивайки това еднообразие, българите направиха услуга на световния футбол. Действително, добре че дойдоха на това световно първенство“.

## Последици
Победата за България изпраща футболистите на исторически първи полуфинал на световно първенство и узаконява първия успех над Германия в официална среща. Самата победа в рамките на редовните 90 минути е и единствената за България в историята на елиминационната фаза на турнира, постигната в редовното време. България губи полуфинала от Италия с 2:1 и въпреки незачетената дузпа през второто полувреме, след игра с две ръце на италианския защитник Алесандро Костакурта в наказателно поле, Христо Стоичков реализира дузпа през първото полувреме, с което се изравнява с руския нападател Олег Саленко с шест гола в голмайсторската листа на турнира. Българите губят и мача за третото място от Швеция с 4:0, но всички футболисти са наградени с бронзови медали след края на срещата. Това допълнително повишава националната гордост на българския народ от представянето на футболистите и те са посрещнати като национални герои при пристигането си в София на 19 юли 1994 г., където от летище София с лимузини всеки един от тях е закаран по булевард „Цариградско шосе“ до националния стадион „Васил Левски“ за огромно празненство на самия стадион с хиляди привърженици. През 1994 г. България се намира в дълбока политическа, социална и икономическа криза, свързана с политическите промените след 10 ноември 1989 г., което се отразява негативно на благосъстоянието на гражданите. В този момент играчите на Димитър Пенев оказват положително влияние сред българите, особено след победата над Германия и след първенството те са наречени „Пеневата чета“, а цялото американско лято на 1994 г. се определя като „Пиянството на един народ“ и остава дълбоко в спомените на българите, които са свидетели на събитията. „Американското лято“ обединява хората и изкарва много българи да празнуват победите по улиците. В същото време песента на Жени Николова и Салко Писин „Пеневата чета“ става химн на българските футболисти по време на „американското лято“ и добива популярност в България.
Инерцията, която се създава от успеха в Съединените американски щати, е правилно използвана и България се класира безпроблемно на следващите два големи международни форума. Първо на Европейското първенство по футбол 1996 г., когато е в една квалификационна група с Германия, и след втори исторически двубой срещу същия съперник, този път в София на стадион „Васил Левски“, България побеждава с 3:2, след като първоначално губи с 0:2; Христо Стоичков на два пъти бележи от дузпи, преди Емил Костадинов да вкара победния гол в 70-ата минута. Две години по-късно това поколение футболисти изиграва последния си голям мач. На 10 септември 1997 г. в София България побеждава Русия с 1:0 с гол на Трифон Иванов с глава при центриране на Христо Стоичков и се класира за Световното първенство по футбол 1998 г. във Франция, където и приключва пътят на това поколение, определено като „златно“, не и без редица конфликти между някои от водещите играчи. Въпреки това това поколение български футболисти оставя силен и траен отпечатък върху футболната общественост в България и голяма част от играчите все още са визитната картичка на страната в международен план, а Христо Стоичков е издигнат до статут на герой в националния отбор. Журналистът Ивайло Стоименов прави класация за идеалния национален отбор на България, като там попадат шестима играчи от титулярите срещу Германия на Световното първенство през 1994 г., а те са Борислав Михайлов, Трифон Иванов, Цанко Цветанов, Емил Костадинов, Красимир Балъков и Христо Стоичков. Старши треньорът на отбора Димитър Пенев също е включен в този състав, макар и като защитник от периода му на играч, и е определен като треньор номер едно на 20-и век за България.
В резултат на поражението Германия не завършва в челната четворка за първи път от 1978 г. и Германският футболен съюз трябва да промени разписанието на полета за връщане, който е насрочен за деня след финала, с шест дни по-късно. Бундестимът губи мач на четвъртфинал за първи път от 32 години, като последната загуба на тази фаза е по време на Световното първенство по футбол през 1962 г. в Чили с 0:1 от Югославия. Германия записва първото си поражение на световно първенство след финала в Мексико Сити през 1986 г. Загубата означава най-слабото представяне на страната от Световното първенство през 1962 г. и е елиминирана от световно първенство преди финала за първи път от Световното първенство по футбол през 1978 г. в Аржентина. Отпадането на Германия не позволява на Лотар Матеус да постави рекорд за брой изиграни мачове на световни първенства и той, както и Диего Марадона спират на 21 двубоя. Четирима играчи на Германия слагат край на участието си в националния отбор след срещата, това са Руди Фьолер, Андреас Бреме, Гуидо Бухвалд и Бодо Илгнер. В дните след мача писма до Йордан Лечков, който е нападател на „Хамбургер“ ШФ, го приканват да напусне клуба и заплашват, като се правят опити да се повлияе на ръководството на клуба относно неговото изгонване от отбора. Според Йордан Лечков този гол проваля кариерата му в „Бундеслигата“. Германия се съвзема бързо от неуспеха на турнира и две години по-късно печели Европейското първенство по футбол 1996 г. в Англия, като взема частичен реванш срещу България в квалификациите за шампионата, побеждавайки с 3:1 в Берлин на „Олимпийския стадион“ в мач без значение вече за двата отбора. Оттогава двата отбора имат един изигран мач на 21 август 2002 г. в контрола в София на стадион „Виваком Арена – Георги Аспарухов“, която завършва 2:2.

## Съвременни оценки в медиите
Повече от 20 години по-късно коментаторът на срещата Борис Касабов казва: „За първи път видях германците в такова положение – бяха се предали! А това е крайно нетипично за тях“. Даниел Любомиров нарича успеха „най-великата победа на българския футбол“ и „най-важният мач в историята на българския футбол“. „Мигът на миговете в българския футбол“ е фраза, използвана също години след мача в интернет статия. 24 години след победата българският спортен сайт „Спортал“ в обширен репортаж за събитията добавя: „българския златен миг и германския крах“. Година по-късно спортният журналист Друми Георгиев определя успеха срещу Германия като „най-великата победа на футболните ни национали“, докато Борис Проданов му дава прозвището „най-паметният ден в историята на българския футбол“. „Давид срещу Голиат на българския футбол“, е заглавието на статия, публикувана в сайта на телевизия „Евроком“ по повод 21 години от срещата. През 2020 г. немскоезичният сайт на телевизия „Евроспорт“ определя загубата на Германия като „Провалът срещу аутсайдерите от България“ и „едно от най-горчивите поражения за германските национали“.

## 30-ата годишнина
30-ата годишнина от двубоя, е широко отразена от повечето български медии. Кореспондентът на „Радио Свободна Европа/Радио Свобода в Ню Йорк“ Никола Кръстев пише, че „Технически погледнато, има основания този мач да се смята за най-добрия в историята на националния отбор.“ предвид факта, че е елиминиран „световен шампион и явен фаворит за нова шампионска титла“. Александър Дечев от „Черно море“ обобщава, че това е „най-големият успех на България във футбола“. Христо Стоичков публикува в своя „Фейсбук“ профил кратко съобщение и казва: „Помните ли великаните, които се бяха наредили на германската стена? А помните ли как реагира вратарят Бодо Илгнер? За мен, а съм сигурен, че и за цяла България това остава незабравим момент! В него узаконихме най-важния факт - вече бяхме световна сила!“
За „Тема спорт“ журналистът Жаклин Михайлов развива тезата защо Българският национален отбор се въздига толкова много. Той обръща внимание на това, че „Германия не само е актуален световен шампион, но и актуален европейски вицешампион към онзи момент.“ и е в серия от три поредни финала на световно, като подчертава факта, че в тези години германците са „най-солидната и стабилна световна суперсила“. В материала е припомнено, че до този момент Германия няма поражение от несебеподобен в елиминационна фаза. Според журналиста: „Това е хронологията на най-великата българска победа, която е трудно да бъде описана емоционално. Тя е много специална не само защото сме пристрастни, но и поради много обективни причини. Българите не играха фирменото си опълчение, а надиграха професорски Германия.“ В края на репортажа Жаклин Михайлов пише: „Поклон пред героите, които изкараха България на улиците и направиха така един народ да пиянства от щастие до ранни зори.“ Електорнното издание на „168 часа“ припомня за празненствата след мача по улиците на българските градове и села, както и за това, че полуфиналът за България струва около 2 милиарда долара на американската икономика след отстраняването на Мексико и Германия.

## Признание
През годините различни автори и специализирани медии поставят срещата и определени моменти от нея в различни класации.
| Публикация         | Година | Признание                                                          | Позиция | Източник |
| ------------------ | ------ | ------------------------------------------------------------------ | ------- | -------- |
| За срещата         |        |                                                                    |         |          |
| „Би Би Си“         | 2010   | „Най-шокиращите моменти от Световно първенство“                    | 41      | [ 90 ]   |
| „Голдън Таймс“     | 2014   | „100-те най-запомнящи се моменти от Световното първенство“         | 94      | [ 91 ]   |
| „Нешънълс Нюз“     | 2014   | „Преглед на Световната купа 1994: Най-добрите игри“                | —       | [ 92 ]   |
| „Корнер“           | 2018   | „Великите мачове на България“                                      | —       | [ 93 ]   |
| „От засада“        | 2021   | „Топ 10 най-велики мача в историята на България“                   | 1       | [ 94 ]   |
| ФИФА               | 2022   | „100-те най-велики мача в историята на световните първенства“      | —       | [ 95 ]   |
| ФИФА               | 2022   | „Най-шокиращите поражения на Германия на Световното първенство“    | —       | [ 96 ]   |
| „Спортинг Нюз“     | 2022   | „Най-големите сътресения на Световното първенство“                 | 9       | [ 97 ]   |
| ФИФА               | 2023   | „Пет запомнящи се игри от САЩ 1994 г.“                             | —       | [ 98 ]   |
| „Фоор фоор ту“     | 2023   | „Най-големите сътресения в историята на световните първенства“     | 13      | [ 99 ]   |
| ФИФА               | 2024   | „Три запомнящи се мача на Ню Йорк, Ню Джърси от САЩ ‘94“           | —       | [ 34 ]   |
| Моменти от срещата |        |                                                                    |         |          |
| ФИФА               | 2011   | „Световно първенство по футбол 1994: Топ 10 запомнящи се моменти“* | 8       | [ 100 ]  |
| „Фокс Спортс“      | 2022   | Героичен удар с глава на Лечков                                    | 90      | [ 101 ]  |
| ФИФА               | 2024   | „Топ 10 голове от Световно първенство по футбол през 1994 г.“**    | —       | [ 102 ]  |

*Отнася се за гола на Йордан Лечков: „Лечков прати България на полуфинал на световното“.
**Отнася се за гола на Христо Стоичков.